# 二郎坪镇
二郎坪镇，是中华人民共和国河南省南阳市西峡县下辖的一个乡镇级行政单位。

## 行政区划
二郎坪镇下辖以下地区：
二朗坪村、中坪村、西庄河村、蒿坪村、大庙村、草湖峪村、湾潭村、汉王城村、石庙村、黄龙庙村、白果坪村和栗坪村。